# JUMP da ベイベー!
『JUMP da ベイベー!』（ジャンプダベイベー）は、ベイエフエムのラジオ番組である。
2022年4月2日より、放送時間が土曜日の23時からに変更された。。

## パーソナリティ
- 有岡大貴、髙木雄也（Hey! Say! JUMP）

## 番組内のコーナー
- 胸キュンおやすみ
- 妄想Say!
- 妄想Say Neo[1]
- Hey! Say! BEST
- 初心者クイズ
- ふつおた
- 暴露Say!
- くすっとした話
- あまからボックス
- きわどい質問
- ベイベーニュース
- ベイジャンサンプリング
- まなブーム
- 23時の恋愛掲示板
- プレゼン・プレゼント